# Rolf Wettstädt
Rolf Wettstädt (* 18. Februar 1951 in Berlin) ist ein deutscher Politiker.

## Leben und Beruf
1967 machte Wettstädt die Landwirtschaftslehre, 1970 das Abitur. Er war danach als Volontär und Redaktionsassistent tätig, studierte Journalistik und erreichte das Diplom. Danach war er Redakteur bei der BZ, Ausstellungsgestalter, Melker, LPG-Mitglied, bei der Presse- und Öffentlichkeitsarbeit an der Zentralstelle der Messen der Meister von Morgen tätig, außerdem Traktorist, Direktor der Öffentlichkeitsarbeit an den Landesbühnen Sachsen und Lkw-Fahrer. Bis Dezember 1990 war er Abteilungsleiter Presse an der Bezirksverwaltungsbehörde Potsdam und von Januar bis Juli 1991 war Wettstädt Referatsleiter im Presseamt der Staatskanzlei.

## Politische Tätigkeit
Von 1969 bis 1973 war Wettstädt Mitglied der NDPD. 1975 war er Kandidat der SED, wurde jedoch abgelehnt. Im Oktober 1989 trat er in die Partei Neues Forum ein, wo er bis Herbst 1990 Kreissprecher war. Ab November 1989 war er Sprecher des Runden Tisches. Ab Februar 1990 war er Kreisrat bzw. Kreistagsabgeordneter in Königs Wusterhausen. Er war Mitglied des Hauptausschusses und später auch von Bündnis 90/Die Grünen. Am 15. Oktober 1991 trat Wettstädt in den brandenburgischen Landtag ein. Er rückte für den ausgeschiedenen Bernd Reuter nach.